# Severin Boner

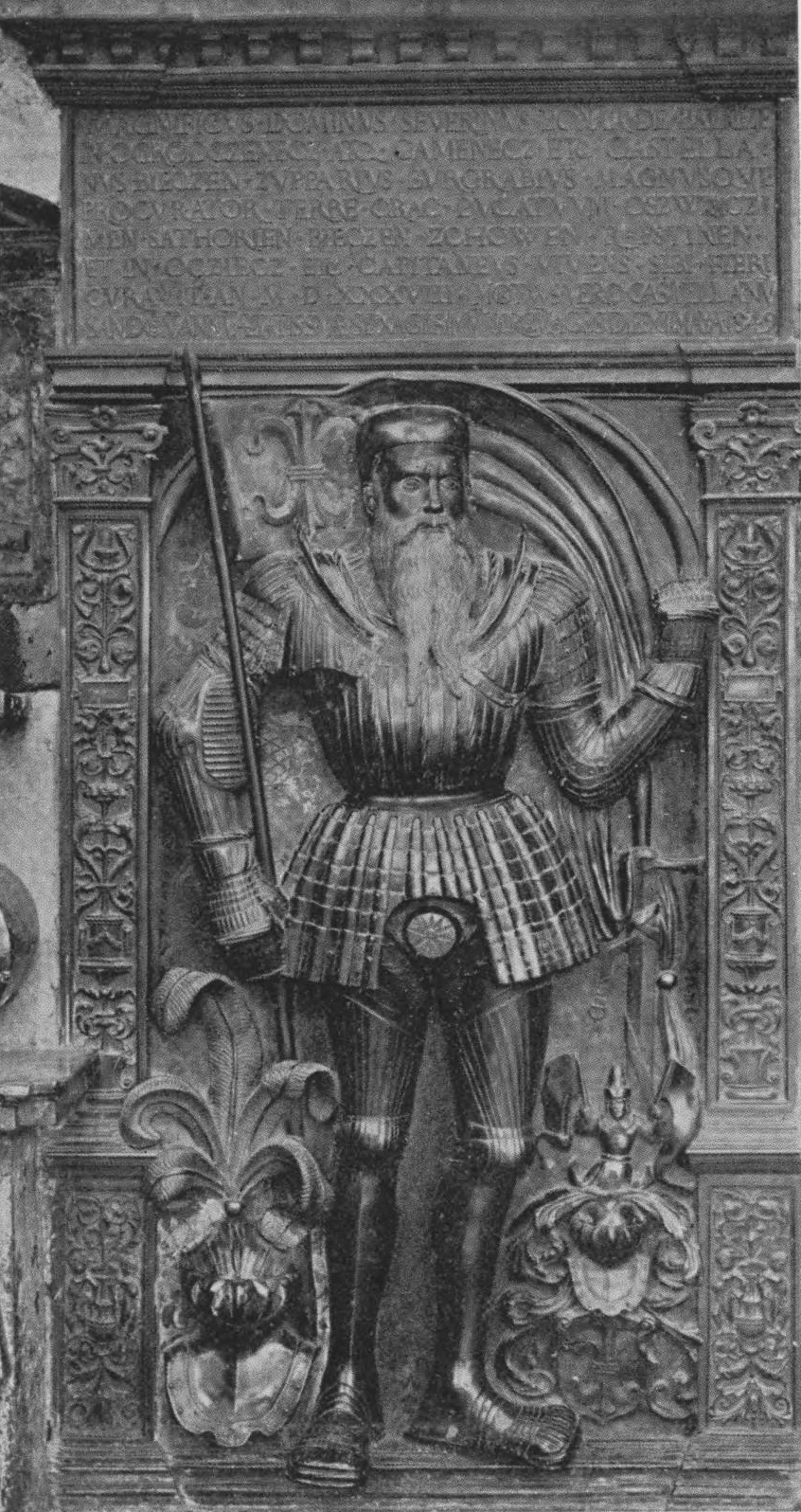
Grabmal

Severin Boner (* um 1486; † 12. Mai 1549) war Händler und königlicher Bankier von Bona Sforza.
Severin Boner war der Neffe von Hans Boner und Sohn von Jakob Andreas Boner. 1515 heiratete er Zofia Bethman, die Gutsherrin von Balice, wo die Ehe im Jahr 1519 ausgebauten Gutshof residierte. Er betrieb Handel in ganz Europa und war mit Erasmus von Rotterdam in Kontakt. Er erhielt für Darlehen an Könige viele neue Titel, Ämter und Güter in Kleinpolen, z. B. 1525 die Starostei von Biecz. 1530 verkaufte Severin Boner u. a. die Städte Ogrodzieniec, Bydlin, Włodowice und Kromołów an Jakub Boner.
In der Marienkirche in Krakau befindet sich sein Grabmal, eine Arbeit von Hans Vischer.